# Ковшар Олена Вікторівна
Олена Вікторівна Ковшар (нар. 22 жовтня 1964, Кривий Ріг, Дніпропетровська область, Українська РСР) — українська вчена-педагогиня, докторка педагогічних наук, професорка, авторитетна[джерело?] фахівчиня в галузі дошкільної педагогіки та освіти.

## Професійна біографія
1981 — закінчила середню школу № 17 м. Кривий Ріг. 1982–1986 — навчалася на факультеті підготовки вчителів початкових класів (диплом з відзнакою за спеціальністю «Педагогіка та методика початкового навчання», кваліфікація «Учитель початкових класів») Криворізького державного педагогічного інституту.
1986—1991 — працювала вчителькою початкових класів середньої загальноосвітньої школи № 119 м. Кривого Рогу.
1991—1999 — вчителька початкових класів середньої загальноосвітньої школи № 26 м. Кривого Рогу.
1999—2002 — заступниця директора Криворізької середньої загальноосвітньої школи № 26.
2002—2009 — директорка Криворізької середньої загальноосвітньої школи № 26.
2009—2023 — завідувачка кафедри дошкільної освіти Криворізького державного педагогічного  університету.
З 2019 — членкиня підкомісії 012 Дошкільна освіта в галузі знань 01 Освіта/Педагогіка сектору вищої освіти Науково-методичної ради Міністерства освіти і науки України.
З 2020 — експерт НАЗЯВО.
2022 — розробниця  Стандарту вищої освіти за спеціальністю 012 Дошкільна освіта для третього освітньо-наукового рівня вищої освіти.
З 2022 — співзасновниця білінгвальної (двомовної) школи за системою Інтерклас (BISS – Bilingual interclass system school) у м. Кривий Ріг.
З 2023 — завідувач кафедри дошкільної та спеціальної освіти Криворізького державного педагогічного  університету. 
Гарантка освітньо-наукової програми 012 – Дошкільна освіта.

## Наукова діяльність
2008 — захистила дисертацію «Формування відповідального ставлення молодших школярів до навчання» на здобуття наукового ступеня кандидата педагогічних наук у спеціалізованій вченій раді Криворізького державного педагогічного  університету за спеціальністю 13.00.09 – Теорія навчання. 2009 — отримала вчене звання доцента по кафедрі дошкільної освіти. 
2016 — захистила дисертацію «Теоретико-методичні засади організації передшкільної освіти дітей п'яти років» на здобуття наукового ступеня доктора педагогічних наук у спеціалізованій вченій раді Південноукраїнського національного педагогічного університету імені К. Д. Ушинського за спеціальністю 13.00.08 – Дошкільна педагогіка. 2020 — отримала вчене звання професора по кафедрі дошкільної освіти.
З 2017 — членкиня спеціалізованої вченої ради Д 41.053.01 Державного закладу «Південноукраїнський національний педагогічний університет імені К. Д. Ушинського». З 2018 — членкиня спеціалізованої вченої ради Д 26.454.01 в Інституті проблем виховання Національної академії педагогічних наук України.
2023 — проходила міжнародне наукове стажування «Спеціальна освіта в країнах Європи» (Факультет медицини та наук про здоров’я Університету Антверпена та Медичного факультету Університету Амстердаму, Нідерланди); міжнародне наукове стажування «Французько-українська освітня Програма (ASFUDS) у співпраці зі Світовою федерацією українських лікарських товариств (СФУЛТ). Спеціалізація – інклюзивна освіта (Афінський національний університет імені Каподістрії; Центральна лікарня Афін, Греція).
З 2024 — членкиня спеціалізованої вченої ради Д 12.112.01 у Державному вищому навчальному закладі «Донбаський державний педагогічний університет». 
Основна сфера наукових інтересів: теоретико-методичні засади організації передшкільної освіти, проблеми наступності між дошкільною і початковою ланками освіти, організація інклюзивної освіти

## Публікації
Олена Ковшар має понад 150 наукових і науково-методичних праць. Авторка й співавторка монографій, науково-методичних і навчально-методичних посібників, наукових статей у фахових вітчизняних і зарубіжних виданнях; редакторка й рецензентка наукових й навчально-методичних видань

## Біобібліографія
Олена Ковшар: зробити навчання щасливим і успішним (до ювілею докторки педагогічних наук, професорки, завідувачки кафедри дошкільної та спеціальної освіти Криворізького державного педагогічного університету) : біобібліографічний покажчик / Бібліотека Криворізького державного педагогічного університету ; упоряд.: О. Дікунова, О. Поліщук ; бібліогр. ред. О. Дікунова ; за заг. ред.: О. Кравченко, О. Лебедюк. Кривий Ріг, 2024. 103 с. (Серія «Вчені-ювіляри Криворізького педагогічного». Вип. 10)